# Ученики Христа (церковь)
«Церковь Христа» («Ученики Христа»); также сокращённо просто «Ученики Христа» или «Церковь Христа») — часть движения Восстановления в Америке, ставившего перед собой задачу объединения христиан в одной Церкви на основе принципов первоначального христианства, не разделённого доктринальными «перегородками». Основатели движения — Томас Кэмпбелл, 1763—1854) и его сын Александр Кэмпбелл, 1788—1866) достаточно быстро приобрели последователей.
«Где Писание говорит, говорим и мы, где Писание молчит, молчим и мы», — эти слова были сказаны Томасом Кэмпбеллом в начале XIX века. Стараясь отойти от традиций и формализма в американских церквях, он изменил порядок богослужения в своей церкви, перешёл от кальвинизма к арминианству в вопросах понимания спасения и убеждал пасторов переосмыслить всё: от ящиков для сбора пожертвований до требований к помещению для богослужений. В попытке вернуться к церкви I века Кэмпбелл написал трактат «Реставрация древнего порядка вещей».
По итогам религиозной переписи в США 1906 года они были признаны отдельной конфессией. Сейчас в Северной Америке насчитывается, по данным самих «Учеников Христа», 691 160 членов в составе 3754 общин.
В результате многократных разделений сегодня в США и за рубежом существуют различные организации и группы, считающие себя последователями Томаса и Александра Кэмпбеллов и известные как «Ученики Христа», Церкви Христа, «Христианские церкви», Международные христианские церкви, Международные церкви Христа, Церкви Христа (не институциональные) и т. п.
Членом церкви был и известный ясновидец Эдгар Кейси.
В России параллельно существуют три ветви Церкви Христа:
1. «традиционные» церкви, не имеющие централизованных руководящих органов;
2. условно-централизованная «Международная церковь Христа» (возникла на базе Бостонской церкви Христа в США в 1979, с 1991 — в СССР (РСФСР));
3. централизованная «Международная христианская церковь» (основана Кипом Маккином, как результат его несогласия с реформами старейшин «МЦХ» в США в 2005, с 2008 — в России).

Объединённая церковь Христа (англ. United Church of Christ) организационно не связана с «Церквями Христа».